# Meteorium scaberrimum
Meteorium scaberrimum là một loài Rêu trong họ Meteoriaceae. Loài này được (Müll. Hal.) Broth. ex Paris miêu tả khoa học đầu tiên năm 1909.